# Пянь
Пянь (Связка; кит. 篇; пиньинь: piān) — единица измерения объёма текста в Китае. Первоначально обозначала связку бамбуковых планок, которые до изобретения бумаги использовались в качестве материала для записи и хранения рукописей. Связка состояла из 20-30 планок шириной около одного сантиметра и длиной от 20 до 40 сантиметров. На каждой планке размещалось от 30 до 50 иероглифов. Помимо пянь, в древнем Китае существовала ещё одна единица исчисления — цзюань (свиток; 卷), которая обозначала кусок шёлка с записанным на нём текстом.
В зависимости от объёма и типа сочинения, слово «пянь» на другие языки может переводиться как глава, раздел, книга, песня (например: 詩三百篇 триста песен «Ши цзина») или не переводиться вовсе. Например: Чжуанцзы подразделяется на восемь цзюаней и тридцать три пянь.